# Orfanotrofio greco-ortodosso di Prinkipo
L'Orfanotrofio greco-ortodosso di Prinkipo (in turco Prinkipo Rum Yetimhanesi; in greco (Ελληνορθόδοξο) Ορφανοτροφείο της Πριγκήπου?), conosciuto anche come Palazzo di Prinkipo o Orfanotrofio greco di Büyükada, è un edificio storico situato sull'isola turca di Büyükada (in greco Πρίγκιψ?, Prinkipo), nel Mar di Marmara, al largo di Istanbul, in Turchia. Con i suoi 20 000 metri quadrati di superficie, è il più grande edificio in legno d'Europa e il secondo al mondo. È stato un orfanotrofio dal 1903 al 1964. Nel corso degli anni vi hanno vissuto più di 5 800 orfani.

## Ubicazione
L'edificio si trova su una collina all'interno di una pineta sull'isola turca di Büyükada, una delle Isole dei Principi nel Mar di Marmara, al largo di Istanbul.

## Storia

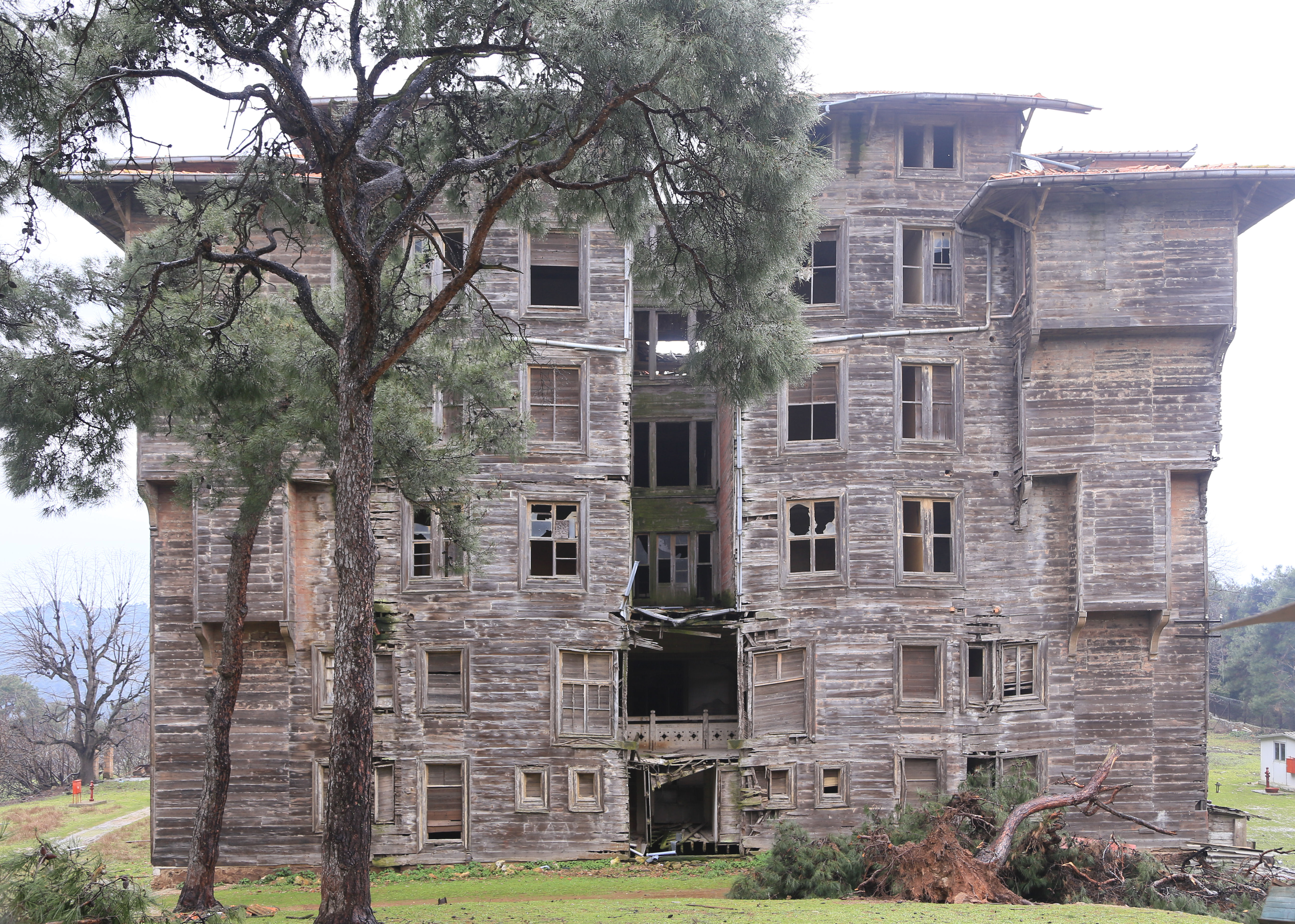
Vista laterale

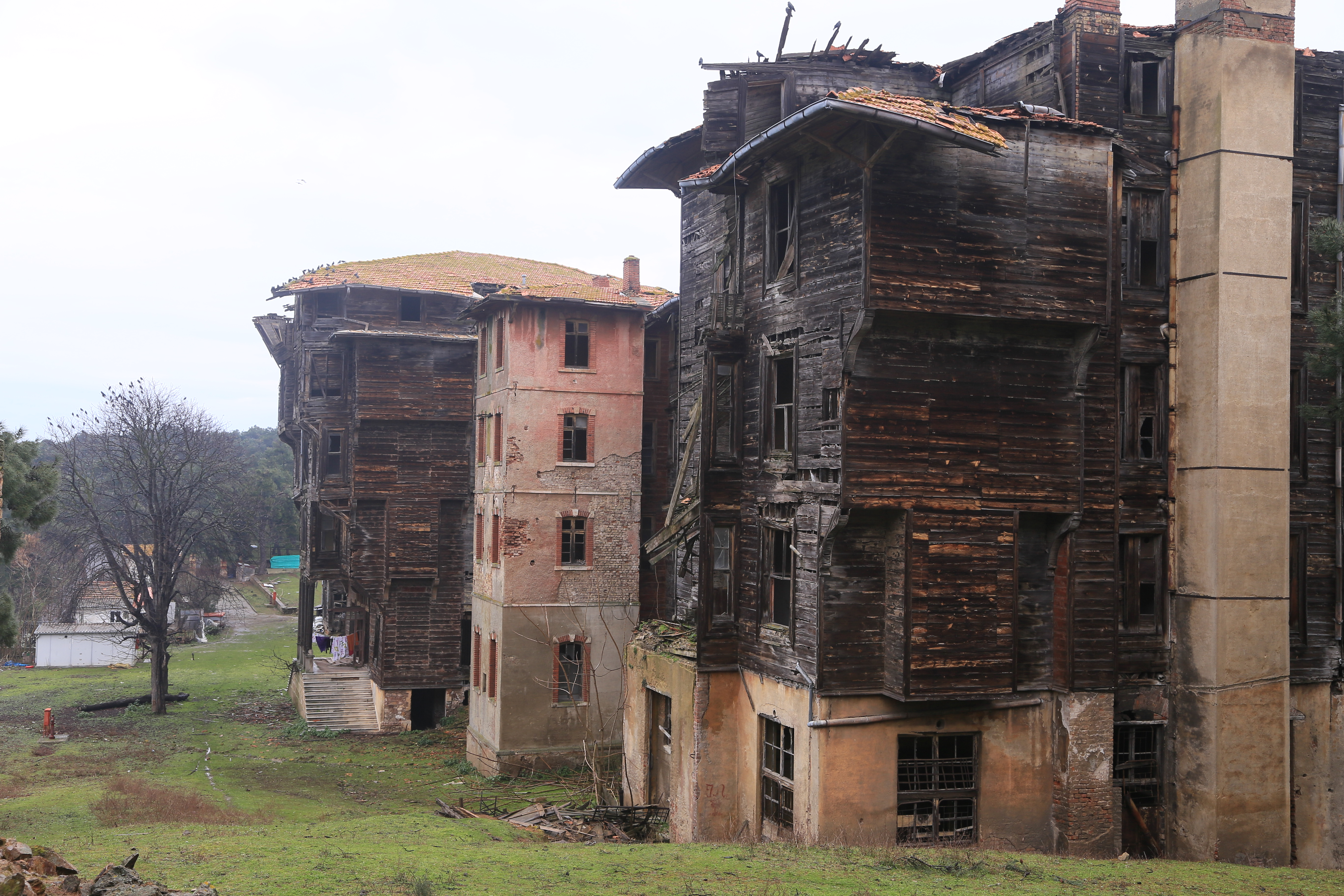
L'edificio in stato di abbandono nel 2015

L'edificio fu costruito tra il 1898 e il 1903 dall'architetto franco-ottomano Alexandre Vallaury come hotel di lusso e casinò. Il Prinkipo Palace fu costruito per la Compagnie Internationale des Wagons-Lits, che gestiva l'Orient Express. Tuttavia, la compagnia non ottenne la licenza dal sultano Abdülhamid II, il quale considerava il gioco d'azzardo come immorale. Nel 1903, l'edificio fu venduto a una famiglia di banchieri greci, che lo donarono al Patriarcato ecumenico di Costantinopoli, che lo utilizzò come orfanotrofio. Il 21 aprile 1964, durante la prima crisi cipriota, l'orfanotrofio fu chiuso dalla Direzione Generale delle Fondazioni (in turco Vakıflar Genel Müdürlüğü) per "motivi igienici". Nel 1997, la proprietà venne confiscata dalla Repubblica di Turchia.
Dopo la chiusura, l'edificio rimase vuoto e fu sempre più lasciato al degrado. Nel 1980, inoltre, l'edificio fu gravemente danneggiato da un incendio. La comunità greca in Turchia chiese fin da subito la restituzione dell'ex orfanotrofio, ma il governo turco rifiutò. Nel 2003, il Patriarcato di Costantinopoli presentò tutti i documenti necessari al più alto tribunale amministrativo turco e fece causa per la restituzione della proprietà. Il tribunale amministrativo respinse la richiesta, sostenendo che l'edificio non era più utilizzata come orfanotrofio e che quindi la confisca era legittima.  La legge turca consente allo Stato di confiscare una fondazione se questa non viene utilizzata per più di dieci anni. Nel 2004, la relazione sullo stato di avanzamento dell'adesione della Turchia all'UE menzionò il caso.
Nel 2005, il Patriarcato greco-ortodosso ha portato il caso davanti alla Corte europea dei diritti dell'uomo, che tre anni dopo ha emesso una sentenza unanime di illegittimità della confisca. Nel 2010, un altro tribunale ha ordinato alla Turchia di restituire la proprietà e di pagare un risarcimento di 26 000 euro.
Nel 2012, lo Stato turco ha restituito l'ex orfanotrofio al Patriarcato di Costantinopoli, che si è lamentato delle sue condizioni e ha fatto sapere di non potersi permettere di ristrutturarlo. I rapporti degli esperti avevano confermato che la ristrutturazione sarebbe costata 65 milioni di euro.
Nel 2012 l'edificio è stato classificato come in pericolo dal World Monuments Fund. Nell'aprile dello stesso anno, il Patriarcato ha annunciato che il complesso sarebbe stato restaurato negli anni seguenti e poi messo a disposizione di un'organizzazione ambientalista.
Nel 2018, l'organizzazione europea per il patrimonio Europa Nostra e la Banca europea per gli investimenti hanno inserito l'edificio nell'elenco dei monumenti culturali europei più a rischio.
Nel 2018, il Patriarca ecumenico di Costantinopoli  Bartolomeo I ha chiesto aiuto allo Stato turco per salvare l'edificio.
I lavori di ristrutturazione sono iniziati nel 2023.

## Architettura

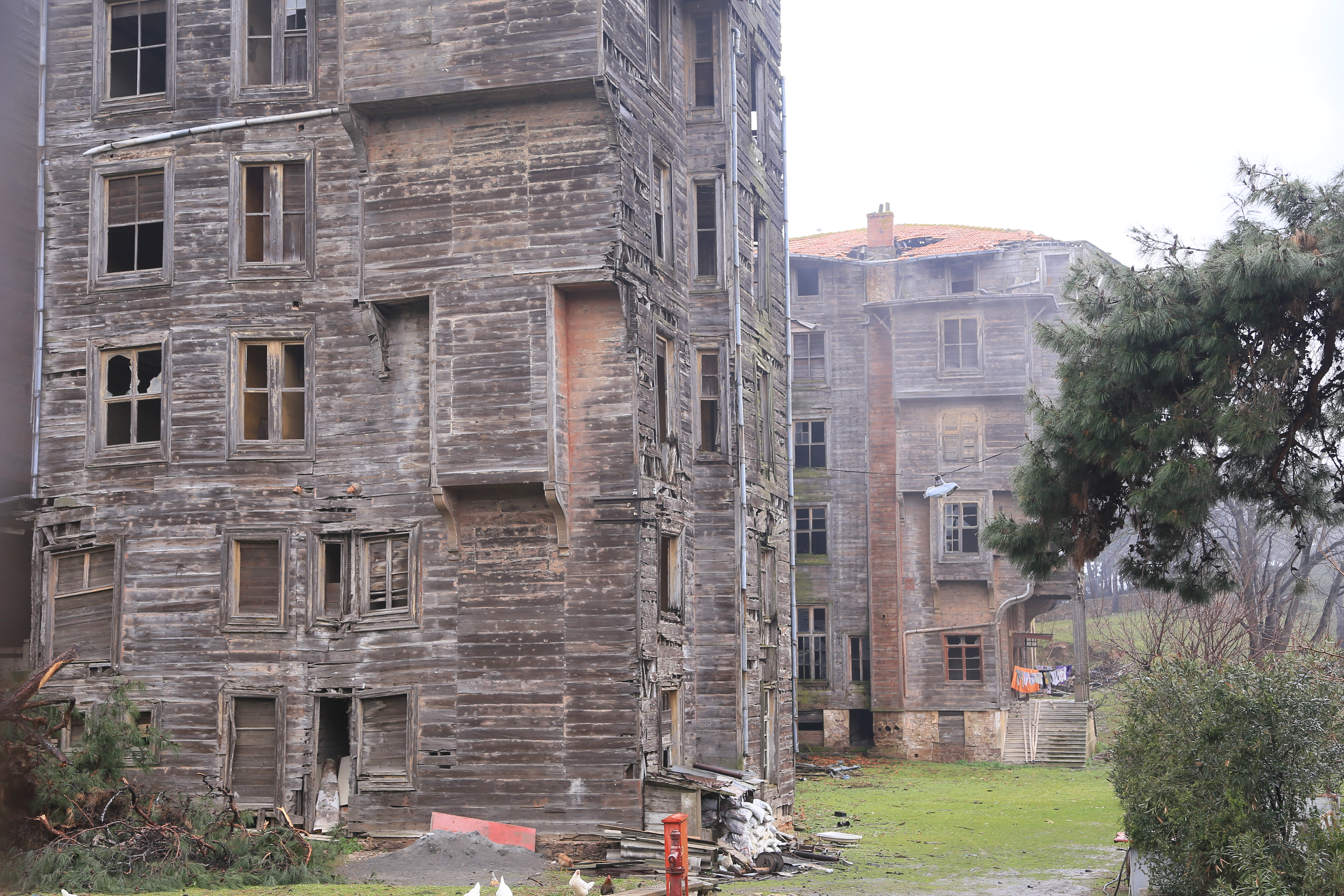
In primo piano un Avancorpo con Erker, sullo sfondo l'avancorpo di mezzo

L'edificio, con elementi della Belle Époque e dell'architettura tardo-ottomana, è la più grande struttura in legno d'Europa e la seconda al mondo dopo il tempio buddista Tōdai-ji di Nara, in Giappone. Lunga più di 100 metri e alta sei piani, essa si estende da nord-est a sud-ovest. L'edificio, di forma allungata, è rigorosamente simmetrico e presenta un risalto centrale e due risalti laterali. L'orfanotrofio, di 20 000 metri quadrati, ospitava 206 stanze, una cucina, una biblioteca, una scuola elementare e laboratori di formazione. Qui vivevano fino a 1 000 orfani contemporaneamente.